# Cryptanusia
Cryptanusia is een geslacht van vliesvleugeligen uit de familie Encyrtidae. De wetenschappelijke naam van dit geslacht is voor het eerst geldig gepubliceerd in 1917 door Girault.

## Soorten
Het geslacht Cryptanusia omvat de volgende soorten:
- Cryptanusia ajmerensis (Fatma & Shafee, 1988)
- Cryptanusia albiclava Girault, 1917
- Cryptanusia aureiscutellum (Girault, 1926)
- Cryptanusia comperei (Timberlake, 1929)
- Cryptanusia gigantea (Girault, 1917)
- Cryptanusia taiwanus Chen & Chen, 2003
- Cryptanusia varia (Girault, 1927)